# Капельн
Капельн (нем. Kapelln) — ярмарочная коммуна (нем. Marktgemeinde) в Австрии, в федеральной земле Нижняя Австрия. 
Входит в состав округа Санкт-Пёльтен.  Население составляет 1337 человек (на 31 декабря 2005 года). Занимает площадь 20,18 км². Официальный код  —  31915.

## Политическая ситуация
Бургомистр коммуны — Антон Шмид (АНП) по результатам выборов 2005 года.
Совет представителей коммуны (нем. Gemeinderat) состоит из 19 мест.
- АНП занимает 15 мест.
- СДПА занимает 4 места.